# Felsőrámóc
Felsőrámóc (németül: Oberrabnitz,  horvátul: Gornji Ramac, gradistyeiül: Zgornji Ramac) Vámosderecske településrésze Ausztriában, Burgenland tartományban, a Felsőpulyai járásban.

## Fekvése
Felsőpulyától 16 km-re nyugatra a Répce völgyének felső szakaszán a régi magyar határ mellett fekszik.

## Története
A települést 1279-ben "villa dicte Rebza" alakban említik először oklevélben, a neve később (Felső-) Répcefőre (1398: „Rapchafey” családnévként, 1496: „Felsewrepczefew”) változott. A mai névváltozat először 1558-tól adatolható mint „Felsew-Ramich”.  A 14. század végén és a 15. század elején a „Rabchafey” azaz Rábcafőy család birtoka volt. Később több nemesi családnak, így a kirchschlagi Pottendorfer, a monyorókeréki Ellerbach, az alsólászlói Tábor családnak, valamint a lánzséri váruradalomnak is voltak birtokai a településen. 1593-ban Lánzsér akkori urának Dersffy Ferencnek két negyed sessiója (úrbéri telke) volt itt. Később a Dersffy birtokok házasság révén az Esterházy család kezére kerültek. 1600-ban pestis pusztított és még ugyanebben az évben hat ház égett le egy tűzvészben. A következő évben újabb kilenc ház lett a tűz martaléka. 1640-ben a lánzséri és a lakompaki uradalom osztozott a falu birtokán. 1780-ban egyházi iskola nyílt a településen, melybe a szomszédos Répcekároly gyermekei is járak. 1781-ben említik az iskola első tanítóját is Jakob Janits személyében. A falu plébániáját 1788-ban alapították, anyakönyveit is ettől az évtől vezetik. 1831-ben a kolerajárvány pusztított, melyben 25 nap alatt 30 helyi lakos hunyt el. 1894-ben egy nagy tűzvészben a falu nagyobb része leégett.
Vályi András szerint " RÁMOCZ. Rabnicz, Alsó, és Felső Rámocz. Két falu Sopron Vármegyében, földes Ura Felső Rámocznak H. Eszterházy; Alsónak pedig Inkey Uraság, lakosaik katolikusok, fekszenek Sopronhoz négy mértföldnyire, határbéli földgyeik hegyesek, és néhol soványak, vagyonnyaik középszerűek, fájok, erdejek van, harmadik osztálybéliek."
Fényes Elek szerint " Felső-Rámócz, németül Ober-Rabnicz, német falu, Sopron vmegyében, Sopronhoz délnyugotra 3 1/2 mfd., 350 kath. lak., paroch. egyházzal. Határa hegyes völgyes, s van 8 2/8 telek után 428 6/8 hold szántóföldje, 86 hold rétje, 20 hold legelője, 17 4/8 hold kertje, 813 hold uradalmi erdeje. Birja hg Eszterházy. " 
1910-ben 434, túlnyomórészt német lakosa volt. A trianoni békeszerződésig Sopron vármegye Felsőpulyai járásához tartozott. 1921-ben Ausztria Burgenland tartományának része lett. 1971-óta közigazgatásilag a szomszédos Vámosderecskéhez tartozik. 2001-ben 260-an laktak itt.

## Nevezetességei
Urunk Mennybemenetele tiszteletére szentelt római katolikus temploma 1837-ben épült.

## Külső hivatkozások
- Vámosderecske, Répcekároly és Felsőrámóc hivatalos oldala
- Magyar katolikus lexikon